# سیدنی هن
سیدنی هن با نام کامل سیدنی هربرت هلکرفت هن (به انگلیسی: Sydney Herbert Holcroft Henn) (زاده ۴ دسامبر ۱۸۶۱، ۲۱ اکتبر ۱۹۳۶) یکی از اعضای حزب محافظه‌کار پارلمان بلکبرن از سال ۱۹۲۲ تا ۱۹۲۹ بود.